# Claudia and David
Claudia and David is een Amerikaanse filmkomedie uit 1946 onder regie van Walter Lang.

## Verhaal
David moet op zakenreis naar de westkust. Zijn vrouw Claudia wil niet dat hij gaat, omdat ze bang is dat hun kind een dodelijke ziekte heeft opgelopen. Daardoor kan David zijn baan kwijtspelen. Dan sluipt er ook jaloezie in hun huwelijk.

## Rolverdeling
| Acteur          | Personage           |
| --------------- | ------------------- |
| Dorothy McGuire | Claudia Naughton    |
| Robert Young    | David Naughton      |
| Mary Astor      | Elizabeth Van Doren |
| John Sutton     | Phil Dexter         |
| Gail Patrick    | Julia Naughton      |
| Rose Hobart     | Edith Dexter        |
| Harry Davenport | Dokter Harry        |
| Florence Bates  | Nancy Riddle        |
| Jerome Cowan    | Brian O'Toole       |
| Elsa Janssen    | Bertha              |
| Frank Tweddell  | Fritz               |
| Anthony Sydes   | Bobby               |